# L'Europa riconosciuta
Europa riconosciuta è un'opera lirica in due atti musicata da Antonio Salieri su libretto di Mattia Verazi, rappresentata per la prima volta in occasione dell'inaugurazione del Teatro alla Scala di Milano il 3 agosto 1778.

## Storia
Quando compose quest'opera, Salieri aveva ventotto anni. Il suo debutto quale compositore alla corte viennese dell'impero asburgico risaliva a otto anni prima. Nonostante la presunta (ma molto dubbia) rivalità con Mozart, avrebbe lasciato un repertorio operistico di tutto riguardo.
Europa riconosciuta è sicuramente la prima prova matura di Salieri anche se in certi passaggi risente dell'appesantimento dovuto al fatto di essere un'«opera di circostanza» (la circostanza, appunto, dell'inaugurazione della Scala). Recuperata - dopo un lungo oblio - il 7 dicembre 2004 per l'apertura della stagione lirica scaligera nel rinnovato teatro milanese, va annoverata nel genere serio, sebbene non nel senso metastasiano del termine, naturalmente sotto l'aspetto della poetica puramente intesa e secondo i canoni ancora in auge nel XVIII secolo. Lo stesso tema dell'agnizione (cioè del riconoscimento, in questo caso di Europa, che protagonista nell'economia dell'opera in realtà non è) è trattato in modo inconsueto, se non improprio, poiché avviene attraverso una autodelazione.
Intanto, è da notare subito come la distribuzione dei ruoli si accentri nettamente su voci bianche con registro da soprano (quattro su cinque personaggi). Le coppie sul palco in realtà sono due - Semele ed Isseo (ruolo quest'ultimo creato da un soprano castrato) ed Europa e Asterio (anch'esso destinato a un soprano castrato); l'unica figura in scena non attribuita ad una voce bianca è quella di Egisto, che impersona il cattivo della situazione o, se si preferisce, il terzo incomodo nella vicenda (ma in questo caso, come si vedrà più avanti, si dovrebbe parlare del quinto incomodo).
La presenza contemporanea e massiccia di soprani lascia presagire fin dalle prime battute susseguenti l'ariosa sinfonia di apertura ed il recitativo iniziale l'abbondanza (e l'inevitabile occasione anche) per la serie senza soluzione di continuità di vocalizzi e gorgheggi che seguirà, e che la mano ispirata di Salieri - drammaturgicamente carica di tensione ma leggera al tempo stesso - non poteva evidentemente lasciarsi scappare.

## Personaggi
In ordine di importanza, secondo il libretto originale:
- Europa (figlia d'Agenore monarca di Tiro)
- Semele (nipote di Agenore)

"Ambedue a parti fra loro esattamente uguali"
- Asterio (re di Creta, consorte d'Europa)
- Isseo (principe del regio sangue Fenicio; prima destinato sposo d'Europa; indi scelto per consorte da Semele)

"Ambidue a parti fra loro esattamente uguali"
- Egisto (nobile d'una delle suddite province del regno di Fenicia)
- Un piccolo fanciullo - che non parla - figlio d'Asterio, e d'Europa

- Cori: Donzelle Cretensi al seguito d'Europa, Grandi del regno di Fenicia, Maggiori Duci dell'esercito Fenicio, Soldati Fenici, Sacerdoti di Nemesi, Guerrieri Cretensi.
- Comparse: Cavalleria Fenicia, Guardie reali Fenicie, Soldati Fenicj, Soldati Cretensi, Paggi Fenicj, Palafrenieri Fenicj, Schiavi dell'isola di Cipro.

### Interpreti della prima rappresentazione
Teatro alla Scala di Milano, 3 agosto 1778 (inaugurazione):
- Europa: Maria Balducci (soprano)
- Semele: Francesca Lebrun nata Danzj (soprano)
- Asterio: Gaspare Pacchiarotti (soprano castrato)
- Isseo: Giovanni Rubinelli (soprano castrato)
- Egisto: Antonio Prati (tenore)

## Trama
L'azione si finge nella città di Tiro, capitale della Fenicia, e nelle sue vicinanze. L'opera si apre con una vivace sinfonia che rappresenta una scena di temporale ed intende illustrare musicalmente l'antefatto che ha dato origine alla vicenda.

### Antefatto
Europa, principessa di Tiro, promessa sposa al principe Isseo, è rapita e fatta sua sposa dal re di Creta Asterio. Il re di Tiro e padre di Europa, Agenore, dispone invano una ricerca della giovane da parte degli altri figli e, quando si convince che questi sono dispersi, decide di cedere il trono alla nipote Semele stabilendo però che vada sposa a colui il quale, per vendicare il rapimento di Europa, uccida il primo straniero che approdi a Tiro. Quando Asterio apprende della morte dell'anziano sovrano decide di recarsi da Creta a Tiro per insediare la sua sposa Europa sul trono che fu di Agenore.

### Atto I
La scena si apre su una spiaggia deserta. Asterio, Europa e il loro figlioletto sono appena scampati ad un rovinoso naufragio quando vengono assaliti, fatti prigionieri e condotti alla reggia di Tiro da Egisto (nobile del regno di Fenicia, anch'egli aspirante al trono di Agenore).
In un magnifico padiglione Semele intende far conoscere il nome dello sposo prescelto, che sarà il nuovo re. È innamorata di Isseo, che è appena tornato vittorioso da una spedizione contro i ribelli ciprioti, ed Egisto - vedendo sfumare il suo progetto - progetta di sfidare in campo aperto il rivale. Isseo, però, confessa dal canto suo a Semele di essere ancora innamorato di Europa e di non sentirsi preparato a legare nuovamente il suo cuore.
Nel frattempo, nella stanza del Supremo Consiglio, i grandi del regno invocano gli dèi. Egisto ricorda a Semele il decreto di Agenore e chiede che venga versato il sangue dello straniero fatto prigioniero dopo essere naufragato sulle spiagge di Tiro.
Asterio viene quindi condotto in catene alla presenza di Semele ma tuttavia si rifiuta di rispondere ad ogni domanda. Differentemente da lui, Europa si fa riconoscere come l'antica principessa di Tiro e la legittima pretendente al trono. Ancora una volta, Egisto vede svanire le sue speranze mentre Isseo è profondamente turbato dalla ricomparsa della donna di cui è ancora innamorato. Semele, sconcertata, è preda della gelosia e dell'ira.
L'atto si conclude su una serie di musiche cosiddette ballabili.

### Atto II
L'atto II - maggiormente articolato rispetto al primo - è ambientato in quattro differenti scenari e si apre nell'antro di un oscuro carcere: mentre si attende la pronuncia del Supremo Consiglio, Europa reprime al cospetto di Isseo i suoi antichi sentimenti dichiarando di essere intenzionata a restare fedele ai doveri di moglie e madre lasciando il trono a Semele in cambio della vita del marito Asterio e del loro figlioletto.
In una elegante sala della reggia intanto Semele, ancora in preda alla massima gelosia, comunica ad Isseo la decisione del Supremo Consiglio di giustiziare Asterio e imprigionare Europa. Quando Isseo dice a Semele che quest'ultima ha deciso di rinunciare al trono, la giovane lo prega di correre a far sospendere l'esecuzione. Rinchiuso nel tempio della vendetta, di fronte al sepolcro del vecchio sovrano Agenore, Asterio è pronto al sacrificio. Sopraggiunge Egisto con Europa: con fare torbido le offre la libertà in cambio della fuga con lui; sdegnata, Europa rifiuta, rifugiandosi fra le braccia del consorte.
La situazione sembra precipitare quando si ode in lontananza l'arrivo dei soldati cretesi scampati al naufragio ed accorsi assieme ad Isseo a difendere il loro sovrano. Nel vasto cortile antistante la sala viene ingaggiata una lotta furibonda: i soldati al comando di Egisto vengono messi in fuga e il perfido rivale viene affrontato dallo stesso Isseo che, dopo un aspro combattimento, lo uccide. Mentre il popolo di Tiro acclama Europa erede legittima del trono sopraggiunge Semele che viene prontamente messa al corrente delle decisioni di Europa e tranquillizzata dallo stesso Isseo.
La sontuosa scena finale - ambientata, e non poteva essere diversamente, nella sala del trono - è salutata dal suono di strumenti militari e dalle acclamazioni della popolazione: Europa unisce le mani di Semele ed Isseo, benedicendo la loro unione e la loro salita al trono di Tiro.

## Il "Ballo Primo"
All'opera era associata un'autonoma "azione teatrale pantomimica", dal titolo Apollo placato, su musica di Luigi de Baillou e coreografia di Giuseppe Canziani (fl. 1772-1793), ma Verazi aveva anche previsto, all'interno del libretto, uno specifico "Ballo" alla fine del primo atto, che fu musicato, diversamente da quanto accadeva di norma in Italia, dallo stesso Salieri ed ebbe la coreografia di Claudio Legrand (fl. 1769-1788), il quale danzò anche la parte del protagonista.
La musica del "Ballo Primo" è stata a lungo ritenuta perduta e non fu quindi eseguita nella rappresentazione per la riapertura del Teatro alla Scala nel 2004, quando fu sostituita da alcuni balli di Salieri provenienti da un'opera di genere buffo, Don Chisciotte alle nozze di Gamace. La partitura è stata però ritrovata in connessione con tale ripresa scaligera e contiene anche alcune indicazioni di pugno di Salieri circa un suo possibile riutilizzo durante il soggiorno parigino del musicista molti anni dopo.
La trama del Ballo racconta un combattimento con le fiere. Questo si rende necessario per adempiere al voto contratto negli antefatti dell'opera, di sacrificare il primo straniero approdato sull'isola, tematica che precede quella più celebre di Idomeneo di Mozart.
Per sciogliere questo voto il prode Pafio si offre di combattere da solo nell'arena per salvare i propri compagni. Mentre dunque egli si reca ad affrontare da solo un feroce leone, si slancia in suo aiuto Mirra, sua fedele compagna. Alla vista di questo eroico comportamento il popolo si solleva e li salva. Per questo motivo all'inizio del secondo atto si rende ancora necessario il sacrificio di Asterio (altro straniero approdato sull'isola), particolare incomprensibile dell'opera se non viene rappresentato il ballo.
Il ballo, costituito da sette splendide danze per orchestra, rende evidente la capacità di Salieri di "creare" con la musica il dramma e costituisce un fenomeno artistico di particolare importanza collocandosi dopo il ballo di Gluck Don Juan e immediatamente dopo il soggiorno milanese di Noverre, tra il luglio 1774 e la fine del febbraio del 1776, e attestando così un momento significativo di trasformazione di questo genere, da puro divertimento coreutico a ballo pantomimico, secondo le più moderne tendenze, interessate ad esprimere la verità dei sentimenti.
La riscoperta del Ballo Primo di Europa Riconosciuta è di rilevante interesse anche perché il suo coreografo Claudio Legrand tre anni più tardi, a Monaco di Baviera, realizzò le danze per Idomeneo di Mozart, nelle quali poté avvalersi della precedente esperienza milanese.

## Discografia
- 2004 - Desirée Rancatore (Semele), Daniela Barcellona, (Isseo), Diana Damrau (Europa), Giuseppe Sabbatini (Egisto), Genia Kühmeier (Asterio) - Direttore: Riccardo Muti - Orchestra e Coro del Teatro alla Scala di Milano - Registrato alla Scala il 7 dicembre 2004 - CD: Première Opera CDNO 1711-2[5]